# Луна 6
Луна 6 е космически апарат, изстрелян от СССР по програмата Луна с цел изследване на Луната.
Основната цел на мисията е проучване на възможността за осъществяване на меко кацане на повърхността. Планираната корекция на курса на 9 юни не протича по план и апаратът не каца на Луната, а остава в околослънчева орбита. По време осъществяването на корекцията на курса двигателят на апарата се задейства навреме, но не се изключва и продължава да работи, докато не изгаря цялото гориво на борда. Установено е, че проблемът се дължи на грешна команда изпратена от наземния контрол. Все пак биват изпълнени планираните процедури с цел кацане на повърхността и е установено, че няма други отклонения.
На 11 юни апаратът преминава на 161 000 km от Луната. Контакт бива поддържан до разстояние от 600 000 km от Земята.